# Амбазония
Амбазо́ния, официальное название — Федерати́вная Респу́блика Амбазо́ния (сокр. ФРА) — непризнанное государственное образование в Центральной Африке, претендующее на англоязычную часть Камеруна. Амбазония является преемником бывшей британской мандатной территории Южного Камеруна. Государство граничит с Камерунской Республикой на востоке, Нигерией на севере и западе и бухтой Бонни с Атлантическим океаном на юге. Его территория оценивается в 42 710 км², населённые примерно пятью млн человек. ФРА была провозглашена независимой 1 октября 2017 года в ходе протестов против централизации Камеруна и дискриминации англоязычного населения страны, приведших к формированию Объединённого Фронта Южно-Камерунского Консорциума Амбазонии (ОФЮККА) и Национального Совета Южного Камеруна (НСЮК) путём объединения большинства движений за независимость или широкую автономию. 1 октября было сформировано Временное правительство Амбазонии, которое де-факто является коалицией ФЮККА и НСЮК в борьбе за независимость государственного образования. Правительство Камеруна заявило, что декларация независимости не имеет юридического веса, и объявила войну ФРА, что де-факто можно расценивать как признание независимости государства. В 2018 году Амбазония была принята в Организацию непредставленных наций и народов.
5 января 2018 года Джулиус Аюк Табе (первый президент Амбазонии) и его помощники были похищены из гостиницы Абуджи в результате заговора властей Нигерии и Камеруна и были экстрадированы в Камерун, где им были предъявлены политические обвинения, и вскоре они были приговорены военным трибуналом к пожизненному заключению. Последующие попытки арестовать или устранить лидеров протестного движения или лидеров Амбазонии оборачивались народным гневом, приведшим к активизации движений за независимость, бойкотированием выборов президента и парламента Камеруна.

## Этимология
Название «Амбазония» происходит от слова Ambozes — местное наименование эстуария реки Вури «Амбас и Амбозеса», придуманное Фонгум Горджи Динкой в 1984 году. Название символично: в 1858 году на территории устья реки было основано первое поселение освобождённых рабов Южного Камеруна. Юридическое использование термина началось в этом же году лидером правозащитной группы амбазонийцев, когда парламент и правительство Камеруна изменило название страны с «Объединённой Республики Камерун» на «Республика Камерун», что окончило долгий процесс централизации страны и привело к юридическому нарушению ассоциации Южного Камеруна (Амбазонии) с Французским Камеруном.

## История

### Колониальный период
Ряд европейских торговцев свободно посещали залив Амбас в период 1844—1862 годов, когда англичане заключили торговые договоры с различными вождями залива Амбас. В 1858 году британский баптистский миссионер Альфред Сакер создал убежище для освобождённых рабов, которое позже было названо Викторией в честь королевы Виктории и пользовалось протекторатом Британии под наименованием «Британские владения залива Амбас».
В 1887 году англичане передали Викторию и прилегающую к ней территорию немцам, которые заняли небольшую зону в Дуале к востоку от залива Амбас.
В 1916 году Великобритания и Франция подписывают Симон-Милнскую декларацию о разграничении земель Камеруна. Побеждённая Германия согласно ряду положений Версальского договора от 1919 года отказывалась от контроля или претензий на свои колониальные владения, включая Камерун. 10 июля 1919 года Франция и Британия ратифицировали Симон-Милнскую декларацию о разграничении земель и обязались соблюдать положения 22-й статьи Лиги Нации об управлении подмандатных территорий. В 1922 году Южный Камерун стал подмандатной территории Лиги Наций.
Указом Британской колониальной администрации Британской Подмандатной Территории Камеруна от 1924 года (с поправками от 1929 года), произошло разделение территории Камеруна на северные (управляемые администрацией Нигерии и входящие в состав Нигерии как провинция Северной Нигерии), а также Южный Камерун (управляемые администрацией Нигерии и входящие в состав Нигерии как провинция Восточной Нигерии).
В 1958 году, Южный Камерун добился статус полноценной автономии и получили полноценное самоуправление, а Е. М.Л Эндели стал премьер-министром Южного Камеруна. В 1957 году, согласно резолюции № 1064 (XI) ООН от 26 февраля 1957 года и № 1027 (XII) от 13 декабря 1957 года, была постановлено, что Великобритания и другие колониальные администрации должны ускорить заключение договорённостей о расширения самоуправления или независимости колониальных территорий.
ООН приняла решение окончить мандаты попечительства к концу 1960 года, что привело к безоговорочной независимости подопечных территорий ООН, но при этом, ввиду неопределённости статуса Южного Камеруна, он не получил независимость, ибо, по докладу британского дипломата — Филипсона от 1959 года, «… Южный Камерун вне состояния поддержания себя как независимого государства…». ООН инициировала переговоры с Французским Камеруном и Нигерией об условиях ассоциации Южного Камеруна, если результаты плебисцита будут в их пользу. Сам плебисцит был из рук вон плохо организован, но всё же состоялся в 1961 году, породив путаницу, недовольства и беспорядки: население Южного Камеруна было решительно против присоединения к Французскому Камерун ввиду того, что государство говорило на французском языке, находилось в состоянии гражданской войны и имело недемократическую политическую культуру. Нигерия также не рассматривалась населением как приемлемый вариант. Народы Южного Камеруна были возмущены и оскорблены отказом в независимости. При этом Великобритания и Франция всячески противодействовали националистическим движениям за независимость, из-за чего Южному Камеруну пришлось выбрать один из двух крайне неприятных вариантов без возможности альтернативы. Без наличия лучшего варианта, Южный Камерун проголосовал за ассоциацию с Французским Камеруном как федерации двух государств, равных по статусу, а не за Нигерию, ибо там и вовсе автономия не предусматривалась.
21 апреля 1961 года, согласно резолюции ООН № 1608 (XV), была установлена дата окончания опеки над Южным Камеруном — 1 октября 1961 года, за которую проголосовали 64 страны-участницы. При этом Французский Камерун отказался признавать независимость юга даже после того, как Южный Камерун должен был войти в состав Французского Камеруна. ООН постановила, что Великобритания, ООН, Южный Камерун и Французский Камерун проведут конференцию по вопросам ассоциации стран.
В июле 1961 года ООН и Великобритания отказались от участия в конференции по вопросам ассоциации, и делегации Южного Камеруна с Французским Камеруном провели заседание в Фумбане, городе во Французском Камеруне. Однако вместо обсуждения вопросов ассоциации президент Французской Камерунской Республики (ФКР) Ахидихо передал делегации Южного Камеруна копию французской конституции Камеруна от 1960 года (ограниченной демократически и с сильной властью президента), попросив внести предложения по её изменению, которые могут приняться во внимания при ассоциации. Делегация Южного Камеруна было глубоко разочарована и покинула конференцию в надежде на то, что французское правительство пересмотрит свою позицию и при ассоциации будет утверждена новая, демократическая, федеративная конституция, которая будет соответствовать идее о создании федеративного государства с двумя равными автономиями, однако этого не случилось. В августе 1961 года делегация Южного Камеруна повторно встретилась с французскими камерунцами в Яунде для дальнейшего обсуждения конституции, где какого-либо соглашения не было достигнуто. Таким образом, хоть плебисцит условно и указывал на готовность ассоциации с ФКР, любые дискуссии по поводу изменения конституции или её переработки заходили в тупик, равно как и обсуждения правовой основы федерации, из-за чего между двумя правительствами не были заключены соглашения или договорённости об ассоциации.

### Постколониальный период
1 сентября 1961 года парламент Французского Камеруна проголосовал за новую конституцию, которая являлась версией конституции, предложенной на конференции в Фумбане и написанной президентом ФКР и его советниками заранее. Конституция закрепляла Южный Камерун как Республику в составе Федерации, но с крайне ограниченным самоуправлением. Для легитимизации конституции и вступления её в силу требовалось принятие этой конституции и в парламенте Южного Камеруна, но это не произошло, ввиду отсутствия договорённости между странами и ограниченного самоуправления Амбазонии (Южного Камеруна), что не походило на равноправную федерацию.
1 октября воинские части ФКР пересекли границу Южного Камеруна, а полицейские подразделения Амбазонии были разоружены, что де-факто являлось силовым захватом Южного Камеруна. Был назначен генерал-губернатор Южного Камеруна,, который являлся чиновником ФКР. Официально тот являлся ревизором Федерального Правительства Южного Камеруна, а де-факто правителем Амбазонии и имел власть выше премьер-министра или парламента. После полного подчинения Амбазонии и разоружения отрядов полиции, большинство чиновников Южного Камеруна были заменены на французских граждан, в том числе полицейские силы.
Французская Камерунская Республика была переименована в Восточный Камерун, Амбазония в Западный Камерун, а их ассоциативный союз был объявлен Федеративной Республикой Камерун.
6 ноября 1982 года Ахиджо подал в отставку и передал власть Полю Бийе, который продолжил программу по ассимиляции Западного Камеруна. В феврале 1984 года название государства, как было сказано выше, изменено на «Объединённую Республику Камерун» — наименование независимого Французского Камеруна до ассоциации с Южным Камеруном. По его словам, данный шаг был сделан, чтобы продемонстрировать зрелость государства и преодоление языковых, культурных барьеров. Также, с флага страны была убрана одна из двух звёзд, символизирующая Амбазонию, указывающий, по словам Полья, на то, что Южный Камерун никогда не существовал отдельно и является неотъемлемой частью страны.
С середины 1980-х годов начинает увеличиваться разрыв между жителями Южного Камеруна и центральным правительством, в котором доминирует франкоязычное население. Политическая изоляция, экономическая эксплуатация, культурная ассимиляция и нарушения прав и свобод начинают всё более открыто критиковаться.
В 2005 году Амбазония стала членом UNPO, но окончательное вступление произошло только в 2018 году. В этом же году Трибунал ООН по правам человека ICCPR принял заявление 1134/2002, которое вынесло решение о компенсации Фон Годжи Динка за нарушение прав человека и нарушения в осуществлении его гражданских и политических прав.
31 августа 2006 года Республика Амбазония де-юре объявила свою независимость, но её организаторы были арестованы.

### Независимость
6 октября 2016 года началась серия забастовок и митингов, инициированная профсоюзом юристов и учителей англоязычных регионов, против назначения франкоязычных судей в англоязычных регионах. Для подавления забастовки правительство Республики Камерун задействовало военных и спецслужбы. В ответ на это в конце 2016 года к забастовке присоединились тысячи учителей, а все школы Западного Камеруна были закрыты. В январе 2017 года, ввиду утери контроля над ситуацией, президент Камеруна призвал бастующих сесть за стол переговоров, однако те отказались, поставив ультиматум об освобождении всех арестованных, представили проект Федерации и заявили, что готовы объявить независимость, если требования не будут выполнены. Протесты были объявлены угрозой национальной безопасности, а в Южном Камеруне был отключён интернет и все иные средства связи. Отказ от сотрудничества со стороны правительства Камеруна привел к радикализации движения и появлению первых военизированных структур. В сентябре 2017 года Управляющий Совет Амбазонии объявил о формировании Сил Самообороны Амбазонии (ССА), а 9 сентября 2017 года ССА провели первую операцию, атаковав военную базу в департаменте Манью. 1 октября 2017 года Объединённый Фронт Южно-Камерунского Консорциума Амбазонии (ОФЮККА), объединяющий большинство повстанческих (и других) движений за независимость Амбазонии, объявил о независимости Южного Камеруна и создании Федеративной Республики Амбазонии. Вскоре первый президент ФРА, Сису Джулиус Аюк Табе, сформировал Временное Правительство Амбазонии. В ответ на это правительство Камеруна начало расправу над протестующими и симпатизирующим им населением. Так, по самым скромным оценкам, за время протестов после объявления независимости погибло как минимум 17 жителей Амбазонии, а также 14 военнослужащих Камеруна.
5 января 2018 года члены Временного правительства Амбазонии, включая президента Сису Джулиуса Аюка Табе, были арестованы в Нигерии и депортированы в Камерун. Проведя 10 месяцев в штаб-квартире жандармерии Камеруна, они были переведены в тюрьму строгого режима в Яунде. 4 февраля 2018 года было объявлено, что временно исполняющим обязанности президента Табе станет д-р Самуэль Икоме Сако. 31 декабря 2018 года Икоме Сако заявил, что в 2019 году произойдёт переход от оборонительной к наступательной войне, и что сторонники Амбазонии будут стремиться к достижению фактической независимости на местах.
3 марта 2018 года произошло самое кровавое на момент января 2022 года боестолкновение между сепаратистами и камерунскими силами — битва при Батибо.
31 декабря 2018 года был выпущен исполнительный приказ о формировании полиции (точнее сказать, её тактического военизированного отделения), а также жёсткого разрешения проблемы с похищениями мирных жителей, что к середине 2018 года стало серьёзной проблемой на территории Южного Камеруна.
31 марта 2019 года под покровительством Временного Правительства был сформирован Южно-Камерунский освободительный комитет на созыве Всенародной конференции Южного Камеруна в США, Вашингтоне, округе Колумбия. ЮКОК — организация, объединяющая большинство движений за федерализацию или независимость Южного Камеруна.
2 мая 2019 года Сису Джулиус Аюк Табе объявил о роспуске временного кабинета Самуэля Икоме Сако и восстановлении собственного кабинета. Это вызвало раскол в правительстве, который привёл к кризису 2019 года в руководстве Амбазонии.
13 мая 2019 года Совет Безопасности ООН провёл неофициальное заседание для обсуждения кризиса англоязычного населения Камеруна.
5 июня 2019 года был проведён объединительный съезд в Брюсселе.
27 июня 2019 года были проведены Амбазонско-Камерунские переговоры при посредничестве Швейцарии.
22 сентября 2019 года сформирована Коалиционная группа Амбазонии — круглый стол представителей большинства движений в Амбазонии и представителей Камеруна.
1 декабря 2019 года силы Амбазонии обстреляли самолёт авиакомпании Camair-Co в аэропорту Баменда, обвинив компанию в содействии Камеруну и перевозке их военных в зону боевых действий.
С 7 по 12 февраля 2020 года в Амбазонии были заблокированы парламентские выборы, а ряд военизированных структур, пытаясь сорвать их, организовывали похищение политиков Камеруна, похитив за две недели более 120 политиков и депутатов, из-за чего вооружённые силы были расквартированы по всему Камеруну для обеспечения безопасности выборов. В ответ на это, 7 марта 2020 года правительственные силы провели наступление в департаменте Нго-Кетунджиа, где, по словам правительства, было уничтожено более десяти лагерей и военных баз Амбазонии.
26 марте 2020 года, когда был обнаружен первый заболевший коронавирусом в Камеруне, ряд группировок, в том числе правительство Амбазонии, предложили перемирие и объявили о прекращении огня для сдерживания пандемии, однако боевые действия продолжались.
24 мая 2020 года камерунские силы развернули военную базу в Нгарбухе, где до этого в феврале ими была организована Нгарбухинская резня, в результате которой погибло 22 человека.

## Гуманитарная катастрофа в Амбазонии
Военный конфликт в Амбазонии и Камеруне считается самым малоизвестным кризисом в мире, по версии Норвежского совета по делам беженцев, ввиду фактического неоказания помощи пострадавшим от боевых действий какими-либо правозащитными или международными организациями, а также отсутствием информационного освещения проблемы, что усугубляет ситуацию с гуманитарной катастрофой. Так, более 700 тысяч человек были вынуждены покинуть Камерун ввиду уничтожения населённых пунктов и их сожжения. Также, ввиду закрытия образовательных учреждений (закрыто более 6 тысяч школ на момент июля 2019 года), около 750 тысяч детей не имеют доступа к образованию.
Усугубляют положение также и бои на севере Камеруна с террористической организацией Боко Харам, из-за чего более 50 тысяч человек бежало в Нигерию, спасаясь от преследований экстремистов.
По данным ООН, для решения данных проблем потребовалось бы около 320 млн долларов США, из которых было собрано только 44 %, которые были направлены только на решение проблем с Боко Харам и беженцами ЦАР в Камеруне, обойдя стороной Амбазонский вопрос.
В июне 2019 года, ЮНИСЕФ заявила, что на территории Амбазонии требуется гуманитарная помощь более чем 1,3 млн человек, а камерунская правозащитная организация Human is Right заявила, что война привела к безработице в сфере сельского хозяйства более чем в 70 %. Налоговые поступления из Амбазонии упали с 850 тысяч до 1 тысячи долларов США.

## Государственное устройство
На территории ФРА высшим должностным лицом и представителем исполнительной ветви власти является Президент Амбазонии (или президент УСА, частично оспаривается). Ввиду политического кризиса в правительстве, вызванный арестом Юлиуса Аюка Табе, де-факто установлено двоевластие, ибо мандат Аюка Табе был приостановлен после его ареста и заключения под стражу Камеруном, хоть тот и имеет возможность контактировать с ФРА через правительство Камеруна (что даёт право его обвинять в возможных связях с правительством Камеруна). 4 февраля 2019 года на его место был назначен Самуэль Икоме Сако, после чего его легитимность начали оспаривать сторонники Аука Табе. Президент ФРА избирается сроком на два года, тайным голосованием выборщиков. Президент ФРА формирует правительство, в которые входят министры и главы ведомств, не имеющие министерской должности.
Высшим законодательным органом власти считается Временное правительство Амбазонии, частично оспаривается Управляющим советом Амбазонии.
Судебную власть осуществляет Судебный совет Амбазонии, Верховный суд Амбазонии.

### Государственные символы
Флаг и Герб Федеративной Республики Амбазония регламентируются действующим законодательством или специальным указами правительства.
Флаг ФРА представляет собой полотнище с пропорциями 3:2, разделённое на пять синих и четыре белых полосы равного размера. В верхнем левом краю располагается изображение птицы с оливковой ветвью, олицетворяющее свободу, которое окантовывается тринадцатью звёздами, символизирующие округа ФРА.
В качестве гимна используется песня «Hail Ambazonia, Land of Glory».

## Вооружённые силы
Силы Самообороны Амбазонии были сформированы 9 сентября 2017 года, решением Управляющего совета Амбазонии (не входит в состав временного правительства, но сохраняет сотрудничество с ним) для защиты народа и независимости государства. Первым лидером ССА стал Аяба Чо Лукас.
Совет Самообороны Амбазонии (Военный Совет) сформирован в марте 2018 года, указом временного правительства для защиты государственной целостности и безопасности граждан. По проекту, Военный Совет должен был включить в себя все повстанческие организации, но часть из них, в том числе ССА, отказались от участия. В данный момент совет является единственной правительственной группировкой военных, за исключением ССЮК, которые являются составной частью совета. В данный момент управляется Маршаллом Фонча.

## Административно-территориальное деление
Согласно декларации независимости Федеративной Республики Амбазония, её административно-территориальными единицами являются округа с широким, децентрализованным управлением. В данный момент ФРА делится на 13 округов.
| Округ          | Столица округа |
| -------------- | -------------- |
| Фако           | Виктория       |
| Меме           | Кумба          |
| Ндиан          | Мудемба        |
| Купе-Маненгуба | Бангем         |
| Лебьялем       | Менжи          |
| Манью          | Мамфе          |
| Момо           | Мбенгви        |
| Мезам          | Баменда        |
| Нго-Кетунджиа  | Ндоп           |
| Буи            | Кумбо          |
| Бойо           | Фундонг        |
| Менчум         | Вум            |
| Донга-Мантунг  | Нкамбе         |

## Физико-географическая характеристика

### География
Амбазония характеризуется двумя основными ландшафтами. На западе, ближе к границе с Нигерией, расположен бассейн Мамфе, покрытый густым тропическим лесом, где располагаются охраняемые территории — национальный парк Коурп и национальный парк Такаманда. Далее на восток, в сторону Камеруна, располагаются ряд вулканов, Маненгуба и Купе. Горы простираются с юга вдоль границы Камеруна на север, где переходят в высокогорье Баменда. Немного изолированной от других вулканов является гора Фако (гора Камерун) на самой южной оконечности Амбазонии. При высоте 4040 метров, это самая высокая гора в Западной Африке и 28-я по высоте в Африке в целом.

### Климат

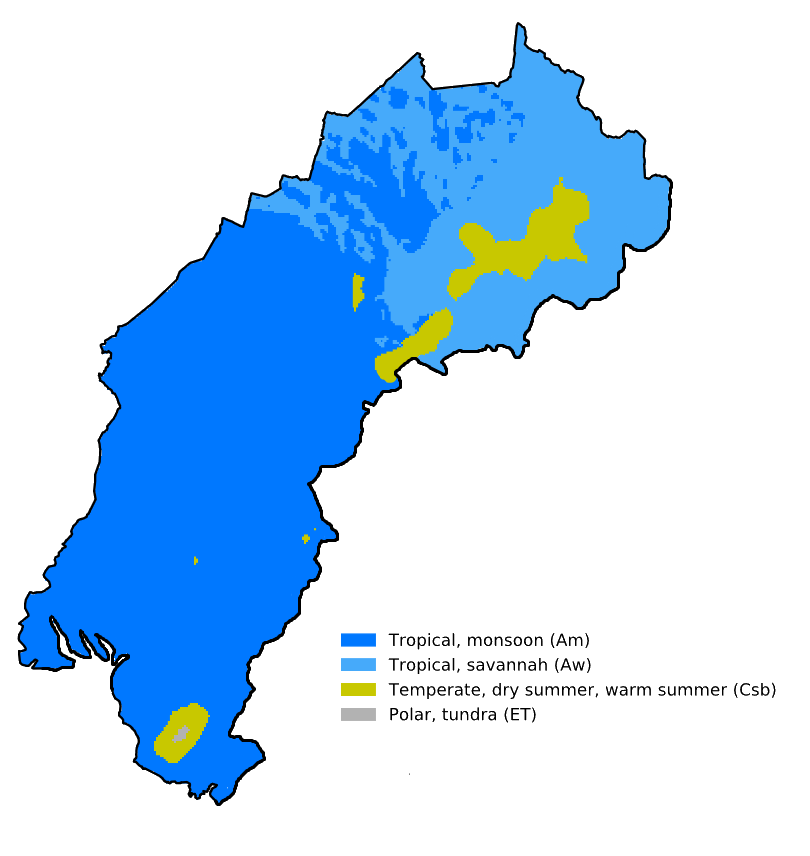
Климатическая карта Амбазонии

Поскольку большая часть Амбазонии находится на Западном высокогорном плато, климат здесь несколько прохладнее, чем в соседних районах Камеруна и Нигерии. Низменности вдоль побережья и речные долины Манью, которые являются частями впадины Бенуэ, в основном теплее большей части Амбазонии. Большая часть Амбазонии имеет тропический муссонный климат, а прибрежная равнина содержит некоторые из самых дождливых мест в мире (например, деревня Дебундша). Северо-восточные части Северо-Западного региона (включая город Баменда) имеют тропический саванный климат с отчётливыми влажными и сухими сезонами. На больших высотах, таких как массив Оку и гора Камерун, есть очаги, где температура падает достаточно, чтобы быть классифицированным как тёплый летний средиземноморский климат. Вершина горы Камерун имеет полярный климат тундрового варианта, уникальный в Западной Африке и чрезвычайно редкий так близко к экватору.

### Полезные ископаемые
Из полезных ископаемых, Амбазония располагает месторождениями нефти и газа на шельфе, бокситами, золотом, рудами никеля, железа, олова, титана.

### Флора и фауна
Леса занимают большую часть страны. Так, в Амбазонских лесах произрастает большое количество тропических видов деревьев, но для флоры Амбазонии наиболее типичны пальмы, эвкалипты и фикусы. Среди деревьев и встречаются ценные породы, пользующиеся спросом на рынке: красное дерево, эбеновое дерево, жёлтое дерево и другие, дающие ценную поделочную и строительную древесину. Много пород деревьев с исключительно твёрдой (тяжёлой) древесиной, среди них один из видов знаменитого железного дерева — азобэ; его древесина используется в портовом хозяйстве и для изготовления шпал. На склонах вулкана Камерун горные вечнозелёные леса выше 3000 м сменяются горными лугами. Вдоль побережья произрастают мангровые заросли.
В составе Амбазонской флоры более 9000 видов высших растений, фауна представлена 1000 видами птиц, свыше 300 видов млекопитающих, 200 видов пресмыкающихся. В лесах обитают разнообразные приматы (мартышки, галаго, потто, колобусы, дрилы, шимпанзе, гориллы), слоны, бегемоты, винторогие антилопы (бонго, ситатунга). В саваннах многочисленны жирафы, буйволы, антилопы, чёрный носорог, страусы, марабу, дрофы, встречаются львы и леопарды. Богата и водная фауна. В прибрежных водах встречается свыше 130 видов рыб, среди которых много ценных промысловых, а также крабы, креветки, лангусты. В лесах прибрежной полосы обитает лягушка-голиаф — крупнейшая из ныне живущих лягушек.

## Население
Численность населения Амбазонии на момент начала 2015 года оценивается в 3 521 898 человек.
Годовой прирост приблизительно равен камерунскому и составляет 2,5 %.
Уровень заражённости ВИЧ 3,6 % (2015 год).
Средняя продолжительность жизни равна 60,5 лет у мужчин и 64 года у женщин.
Официальным и наиболее популярным языком считается английский.
Грамотность 75—80 % (2017 год).
В религии доминируют католики (38 %), протестанты (25 %), мусульмане (24 %) и прочие (13 %).
Городское население составляет около 45—50 %.

## Международно-правовой статус
Камерун рассматривает Федеративную Республику Амбазонию как преступную организацию, нарушающую действующее законодательство государства, но де-факто признал её независимость, объявив ей войну.
За период независимости государства, его суверенитет периодически признавался различными городскими и окружными правительствами США и ЕС.

## Экономика и финансы
В связи с боевыми действиями, экономики Амбазонии, а также единой финансовой политики фактически не существует.
При этом на заявленной территории Амбазонии находятся значительные запасы самых различных ископаемых, в особенности месторождения сырой нефти, что позволяет региону обладать некоторой перспективностью как возможной сырьевой экономике. На 2015 года ВВП региона составлял 6,8 млрд долларов, а ВВП на душу населения — 1941 доллар.

## Транспорт, инфраструктура и связь
В результате боевых действий и без того малоразвитая инфраструктура региона значительно пострадала, а грузопассажирское сообщение стало фактически невозможным.
В связи с критическим состоянием инфраструктуры, министерством коммуникаций и ИТ Амбазонии была сформирована политика дорожной инфраструктуры Временного Правительства. После окончания боевых действий правительство планирует строительство и реконструкцию автодорог и магистралей различного уровня: сеть национальных автомагистралей (10 участков дорог, длинной 884 км), трассы федерального значения (13 участков, 701 километр), а также прочие дороги регионального значения. По плану, для экономии ресурсов, будет использоваться общественный труд, а также инвестиции различных структур (ЕС или БРР) для снижения нагрузки на бюджет государства. Помимо дорог, в планах имеются идеи реконструкции и расширения аэропортов Баменды, Бесонгабане, Тико и Мундембы, а также реконструкции портов Тико и Виктории. Планируется создание нефтяного терминала IPRC для экспорта нефти.

## Социальная сфера
При поддержке Временного Правительства, а также министерства образования и стратегического сотрудничества, в 2019 году был сформирован Образовательный совет Амбазонии, который перенял управленческие полномочия и переподчинил себе камерунские образовательные учреждение на территории Амбазонии.
Однако несмотря на действия как каменрунских, так и амбазонских сил, к концу 2020 года было закрыто более 6.000 образовательных учреждений, а около 750.000 человек потеряло доступ к образованию, что порождает серьёзную угрозу для образования на территории Амбазонии.

## Средства массовой информации
Фактически в Амбазонии не действуют средства массовой информации ввиду боевых действий на её территории, однако за 2020—2022 года Временное Правительство Амбазонии начало уделять внимание в том числе и информационной сфере самопровозглашённого государства. Так 23 марта 2020 года был создан интернет-телеканал и одноимённая радиостанция «Amba Voice», которая транслировала просепаратистские идеи на англоязычную аудиторию. Amba Voice транслировал обращения президента к самопровозглашённому государству, новости Амбазонии и разговорные ток-шоу.
22 августа 2021 года был создан первый телеканал (за счёт захваченной телерадиостанции) Амбазонии при поддержке Временного Правительства — «Ambazonia Freedom Television», однако в связи со сложной военно-политической обстановкой, значимая часть её программ транслируется не по телевидению, а через платформу YouTube.
Также Временное Правительство создала собственное интернет-издание — «Ambazonia News», публикующая правительственные пресс-релизы.

## Права человека
Непрекращающиеся боевые действия привели к многочисленным сообщениям о нарушениях прав человека обеими сторонами (Камеруном и Амбазонией), включая неизбирательные убийства гражданских лиц, пытки, изнасилования и преступления на гендерной почве, а также необоснованные задержания и похищения людей.

### Комментарии
1. ↑  Де-факто президент ФРА со 2 мая 2019 года по словам его сторонников; Сако остаётся юридически законным президентом. 20 августа 2019 года Аюк Табе был приговорён к пожизненному заключению в военном трибунале Яунде, что является аргументом против его возможности находиться у власти.
2. ↑  Де-юре неоспоримый президент до 2 мая 2019 года, когда его мандат начал оспаривать Аюк Табе.